# Зое Ме
Зое Анина Кресслер (нем. Zoë Anina Kressler; род. 6 октября 2000, Базель, Швейцария), более известная как Зое Ме (нем. Zoë Më) — швейцарская франко- и немецкоязычная певица из Базеля, которая представила Швейцарию на домашнем конкурсе «Евровидение-2025».

## Биография
Зое Кресслер родилась в Базеле и в 2009 году переехала с семьёй во Фрибур. Она начала писать свои песни в десять лет и известна своим поэтичным стилем, соединяющим немецкий и французский языки.
В 2024 году она завоевала награды RTS Artiste Radar и SRF 3 Best Talent.
Её карьера включает выступления на таких престижных мероприятиях, как Джазовый фестиваль в Монтрё и Luzern Live, а также участие в турах с такими артистами, как Ремо Форрер и Мариус Беар.
Первый сингл «Bärenbrüder» вышел в 2018 году, а дебютный альбом Momoko в 2020 утвердил её позицию на швейцарской музыкальной сцене.
В 2025 году Кресслер представила Швейцарию на «Евровидении», которое проходило в Базеле с 13 по 17 мая. В качестве страны-хозяйки она автоматически попала в финал, но также выступила в первом полуфинале 13 мая. Выступала под 19 порядковым номером в финале и получила 214 баллов (все от профессиональных жюри), заняв второе место по результатам голосования жюри, последнее по результатам голосования телезрителей и десятое суммарно.

## Синглы
- «Bärenbrüder» (2018)
- «Endlose Strasse» (2019)
- «Itsuko» (2020)
- «Aimée» (2020)
- «Fallende Tänzer» (2020)
- «Kartenhaus» (2020)
- «Das Lied der Leichtigkeit» (2021)
- «Ok» (2023)
- «Lied ohne Ende» (2023)
- «Liste der Interdits» (2024)
- «Overdose» (2024)
- «Voyage» (2025)